# Police Truck
«Police Truck» es una canción de la banda estadounidense de punk rock Dead Kennedys. Fue lanzado originalmente en mayo de 1980 como la cara B del sencillo Holiday in Cambodia y luego lanzado en junio de 1987 como la pista de apertura del álbum recopilatorio de la banda Give Me Convenience or Give Me Death. 
La canción es un ataque satírico a las acciones de dos policías y toma una visión en primera persona de las propias autoridades. Se inspiró en un incidente ocurrido en Oakland a finales de los años 1970. También funciona de manera más general como un ataque a la corrupción policial de ese período.
Police Truck fue una de las primeras canciones populares de los Kennedy. La canción se basa en un ritmo de surf rock (similar a los que se escuchan en los primeros sencillos instrumentales de surf, como "Pipeline" de los Chantays), y se destaca por los ecos de la guitarra solista de East Bay Ray y el coro descendente "ride, ride, how we ride." 
Police Truck, como muchas de las canciones de la banda, sirve como ejemplo de la capacidad de los Dead Kennedys para retratar un escenario inquietante a través de letras humorísticas.

## En la cultura popular
La canción apareció en la banda sonora del popular videojuego de skate Tony Hawk's Pro Skater, luego de obtener la licencia de los ex Dead Kennedys. Esta licencia provocó críticas por parte de muchos fanáticos de Dead Kennedys, quienes la usaron para afirmar que East Bay Ray, Klaus Flouride y D.H. Peligro ya no están comprometidos con las creencias anticorporativas de la banda, a diferencia del vocalista Jello Biafra; sin embargo, Alternative Tentacles dio su aprobación para que la canción apareciera en el juego. Biafra niega que esto haya sucedido. La canción aparece como una versión del juego Guitar Hero Encore: Rocks the 80s con letra alterada (La palabra "drunks" al comienzo de la canción se reemplaza por "punks", mientras que "ass" se reemplaza por "butt", "shit" se reemplaza por "stool" y "suck my dick" se reemplaza por "take your pick"). Esta canción también está disponible junto con "California Über Alles" y "Holiday in Cambodia" para la serie de videojuegos Rock Band como contenido descargable. 
La canción aparece en la película de 2020 The Babysitter: Killer Queen. 
En 2021, la banda Punk Rock Karaoke y el actor Wil Wheaton versionaron la canción.
En 2022, la banda de thrash metal Megadeth hizo una versión de la canción en su álbum The Sick, the Dying... and the Dead!.
La canción aparece en el programa de 2023 Scott Pilgrim Takes Off en el episodio 4 durante la secuencia de pelea entre Lucas y los Paparazzi.